# Voice (мини-альбом Тхэён)
Voice (стилизуется как VOICE) — дебютный японский мини-альбом (пятый в общем) южнокорейской певицы Тэён. Был выпущен 13 мая 2019 года лейблом S.M. Entertainment Japan на цифровых носителях, релиз на CD состоялся 5 июня.

## Предпосылки и релиз
12 апреля 2019 года S.M. Entertainment подтвердили, что релиз дебютного японского мини-альбома Тэён состоится 5 июня. Главным синглом станет композиция «Voice», помимо неё будет ещё пять новых треков. Альбом будет выпущен в трёх изданиях: лимитированное издание А (Live Edition/CD+DVD), лимитированное издание B (Visual Edition/CD+DVD/Фотобук) и стандартный CD.
Цифровой релиз Voice вместе с видеоклипом на одноимённый сингл состоялся 13 мая 2019 года.

## Коммерческий успех
Альбом дебютировал и достиг 6-го места в чарте цифровых альбомов Oricon с 1134 проданными альбомами для скачивания. Он дебютировал на 30-й строчке в чарте Billboard Japan Hot Albums и достиг 6-го места на своей второй неделе. Он также дебютировал и достиг пика на 7-м месте в Billboard Japan Top Download Albums и на 4-м месте в Top Albums Sales с 19 330 оцененными копиями, проданными по всей стране.
Альбом дебютировал под номером 2 в ежедневном альбомном чарте Oricon с 14 692 проданными физическими копиями.  Альбом дебютировал под номером 6 в чарте Oricon Albums с 17 174 физическими копиями, проданными за первую неделю.

## Трек-лист
| №                   | Название            | Текст песни         | Музыка                                                 | Arrangement            | Длительность |
| ------------------- | ------------------- | ------------------- | ------------------------------------------------------ | ---------------------- | ------------ |
| 1.                  | «Voice»             | STY                 | Аарон Бэнвард Филиция Бартон Мэттью Тишлер             | Мэттью Тишлер          | 3:11         |
| 2.                  | «I Found You»       | Ишиватари Чунчжи    | Себастиан Тотт Андреас Оберг Скайлар Монс Кортни Вусли | Себастиан Тотт         | 3:51         |
| 3.                  | «Horizon»           | Ишиватари Чунчжи    | Geek Boy Al Swettenham Меган Ли Энди Лав               | Geek Boy Al Swettenham | 3:51         |
| 4.                  | «Vanilla»           | Сара Сакураи        | Джой Лоуренс Линда Куэро                               | Джой Лоуренс           | 4:01         |
| 5.                  | «Turnt and Burnt»   | STY                 | Вилли Викс Янка Лена                                   | Вилли Викс             | 3:00         |
| 6.                  | «Signal»            | STY                 | Рикки Ханли Кристи Принтиз Даниэль Шерман              | Даниэль Шерман         | 4:10         |
| Общая длительность: | Общая длительность: | Общая длительность: | Общая длительность:                                    | Общая длительность:    | 22:04        |

## Чарты
| Чарт (2019)                              | Пиковая позиция |
| ---------------------------------------- | --------------- |
| Japan Hot Albums (Billboard Japan)       | 6               |
| Japan Top Albums Sales (Billboard Japan) | 4               |
| Japanese Albums (Oricon)                 | 6               |
| Japanese Digital Albums (Oricon)         | 6               |
| US World Albums (Billboard)              | 11              |